# Melaleuca tuberculata
Melaleuca tuberculata är en myrtenväxtart som beskrevs av Johannes Conrad Schauer. Melaleuca tuberculata ingår i släktet Melaleuca och familjen myrtenväxter.
Artens utbredningsområde är Western Australia.

## Underarter
Arten delas in i följande underarter:
- M. t. arenaria
- M. t. macrophylla
- M. t. tuberculata